# Anaspis fucoatra
Anaspis fucoatra is een keversoort uit de familie bloemspartelkevers (Scraptiidae). De wetenschappelijke naam van de soort is voor het eerst geldig gepubliceerd in 1954 door Ermisch.